# Salamina (kommun i Colombia, Caldas, lat 5,42, long -75,42)
Salamina är en kommun i Colombia. Den ligger i departementet Caldas, i den centrala delen av landet, 170 km nordväst om huvudstaden Bogotá. Antalet invånare är 20 288. Arean är 404 kvadratkilometer.
Terrängen i Salamina är huvudsakligen bergig, men åt sydost är den kuperad.